# Ceratops montanus
Il ceratopo (Ceratops montanus Marsh, 1888) era un dinosauro sostanzialmente sconosciuto, ma molto importante perché è stato il primo resto di dinosauro cornuto ad essere riconosciuto come tale e quindi ha dato il nome alla famiglia Ceratopsidae.

## Descrizione
Descritto da Othniel Charles Marsh nel 1888 sulla base di due piccole corna frontali e frammenti di cranio, questo dinosauro erbivoro è stato rinvenuto in Montana in strati del 
Cretaceo superiore (Campaniano). Il suo aspetto era praticamente sconosciuto, finché un anno più tardi venne descritto il ben noto triceratopo, sulla base di resti più completi. In sostanza, il ceratopo era un dinosauro quadrupede dal corpo compatto, munito di un becco, di corna e di un collare osseo come tutti i ceratopsidi. L'aspetto di questo animale, a volte ricostruito come un piccolo Triceratops dalle corna corte, non è noto. È possibile che fosse simile a Chasmosaurus o ad Avaceratops, come sembrerebbe suggerire nuovo materiale fossile che forse appartiene a questa specie.